# Spiceworld
Spiceworld е вторият студиен албум на британската поп група Спайс Гърлс, издаден през ноември 1997 година. Албуът се изкачва на 1 място в музикалните класации във Великобритания и е общо платинен 5 пъти. Албумът е с общи продажби 20 000 000 копия в света.

## Списък с песните

### Оригинално издание
1. „Spice Up Your Life“ – 2:53
2. „Stop“ – 3:24
3. „Too Much“ – 4:31
4. „Saturday Night Divas“ – 4:25
5. „Never Give Up on the Good Times“ – 4:30
6. „Move Over“ – 2:46
7. „Do It“ – 4:04
8. „Denying“ – 3:46
9. „Viva Forever“ – 5:09
10. „The Lady is a Vamp“ – 3:09

### Японско издание
1. „Step to Me“ – 4:18
2. „Do It“ – 4:04
3. „Denying“ – 3:46
4. „Viva Forever“ – 5:09
5. „The Lady is a Vamp“ – 3:09

### 25-годишно издание (диск 2)
1. „Step to Me“ (7" mix)	– 4:05
2. „Outer Space Girls“ – 3:58
3. „Walk of Life“ – 4:16
4. „Step to Me“ (демо версия) – 4:50
5. „Too Much“ (на живо от Торонто, юли 1998)	– 5:30
6. „Stop“ (на живо от Мадрид, март 1998)	– 3:25
7. „Move Over“ (на живо от Истанбул, октомври 1997) – 3:38
8. „Spice Up Your Life“ (на живо от Арнхем, март 1998) – 4:11
9. „Viva Forever“ (на живо от Манчестър, април 1998)	– 5:59
10. „Spice Up Your Life“ (Morales радио mix) – 2:48
11. „Stop“ (Morales Remix редактиран) – 5:52
12. „Too Much“ (Soulshock & Karlin Remix) – 3:53
13. „Viva Forever“ (John Themis Ambient Mix) – 5:41
14. „Step to Me“ (удължен mix) – 5:41
15. „Spice Girls Party Mix“ („Spice Up Your Life“ (Morales радио mix), „Step to Me“ (Matthew's Disco Steppin' Mix), „Stop“ (Morales Remix), „Never Give Up on the Good Times“, „Wannabe“ (Junior Vasquez Remix), „Who Do You Think You Are“ (Morales Club Mix)) – 14:44